# Kabinett Kallio I
Das Kabinett Kallio I war das 9. Kabinett in der Geschichte Finnlands. Es amtierte vom 14. November 1922 bis zum 18. Januar 1924. Beteiligte Parteien waren Landbund und Nationale Fortschrittspartei.

## Minister
| Ressort                                   | Name               | Partei             | Amtszeitbeginn    | Amtszeitende      |
| ----------------------------------------- | ------------------ | ------------------ | ----------------- | ----------------- |
| Ministerpräsident                         | Kyösti Kallio      | Landbund           | 14. November 1922 | 18. Januar 1924   |
| Äußeres                                   | Juho Vennola       | Fortschrittspartei | 14. November 1922 | 18. Januar 1924   |
| Justiz                                    | Otto Åkesson       | Landbund           | 14. November 1922 | 21. Dezember 1923 |
| Justiz                                    | Elias Sopanen      | Fortschrittspartei | 21. Dezember 1923 | 18. Januar 1924   |
| Inneres                                   | Vilkku Joukahainen | Landbund           | 14. November 1922 | 18. Januar 1924   |
| Verteidigung                              | Bruno Jalander     | unabhängig         | 14. November 1922 | 22. Juni 1923     |
| Verteidigung                              | Kyösti Kallio      | Landbund           | 22. Juni 1923     | 16. August 1923   |
| Verteidigung                              | Vilho Nenonen      | unabhängig         | 16. August 1923   | 18. Januar 1924   |
| Finanzen                                  | Risto Ryti         | Fortschrittspartei | 14. November 1922 | 18. Januar 1924   |
| Bildung                                   | Niilo Liakka       | Landbund           | 14. November 1922 | 18. Januar 1924   |
| Landwirtschaft                            | Juho Sunila        | Landbund           | 14. November 1922 | 18. Januar 1924   |
| stellvertretender Landwirtschaftsminister | Juho Niukkanen     | Landbund           | 14. November 1922 | 18. Januar 1924   |
| Verkehr und öffentliche Arbeiten          | Erkki Pullinen     | Fortschrittspartei | 14. November 1922 | 18. Januar 1924   |
| Handel und Industrie                      | Aukusti Aho        | unabhängig         | 14. November 1922 | 18. Januar 1924   |
| Soziales                                  | Oskari Mantere     | Fortschrittspartei | 14. November 1922 | 18. Januar 1924   |